# Carlota de Mecklenburg-Strelitz (duquessa de Saxònia-Altenburg)

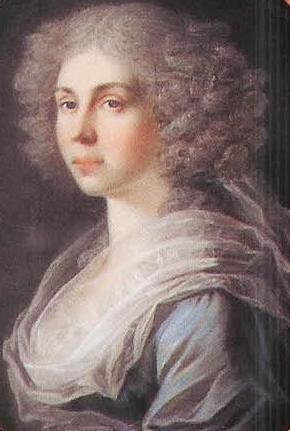
Carlota de Mecklenburg-Strelitz

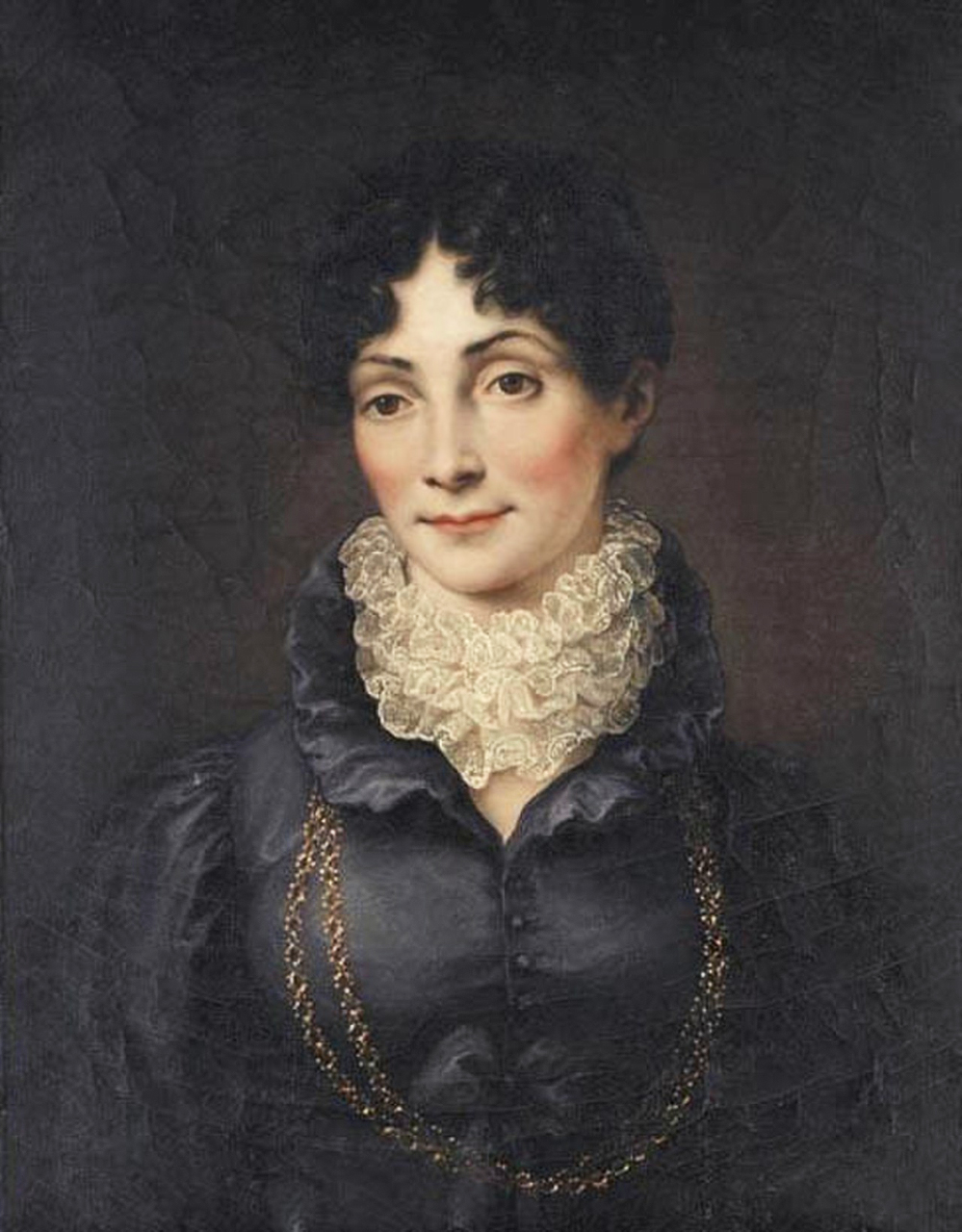
Carlota de Mecklenburg-Strelitz

Carlota de Mecklenburg-Strelitz, duquessa de Saxònia-Altenburg (Hannover 1769 - Hildburghausen 1818) va ser princesa de Mecklenburg-Strelitz amb el tractament d'altesa que es casà en el si de la casa de Saxònia-Hildburghausen.
Nascuda el dia 17 de novembre de l'any 1769 a la ciutat de Hannover, era filla del duc Carles II de Mecklenburg-Strelitz i de la landgravina Frederica de Hessen-Darmstadt. Carlota era neta per via paterna del príncep Carles Lluís de Mecklenburg-Strelitz i de la princesa Elisabet Albertina de Saxònia-Hildburghausen; mentre que per via materna ho era del príncep Jordi Guillem de Hessen-Darmstadt i de la duquessa Lluïsa de Leiningen-Heidesheim.
El dia 3 de setembre de l'any 1785 es casà a la ciutat saxona de Hilddburghausen amb el duc Frederic I de Saxònia-Hildburghausen (1763-1834), fill del duc Ernest Frederic III de Saxònia-Hildburghausen (1727-1780) i d'Ernestina de Saxònia-Weimar-Eisenach (1740-1786), que l'any 1826 esdevindria duc de Saxònia-Altenburg. La parella tingué dotze fills:
- SA el príncep Josep de Saxònia-Hildburghausen, nat el 1786 a Hildburghausen i mort el 1786 a Hildburghausen.

- SA la princesa Caterina de Saxònia-Hildburghausen, nada el 1787 a Hildburghausen i morta el 1847 a Bamberg. Es casà amb el príncep Pau de Württemberg.

- SA la princesa Carlota de Saxònia-Hildburghausen, nada i morta el 1788 a Hildburghausen.

- SAR el duc Josep I de Saxònia-Altenburg, nat el 1789 a Hildburghausen i mort el 1868 a Altenburg. Es casà el 1817 amb la duquessa Amàlia de Württemberg.

- SA la princesa Lluïsa de Saxònia-Hildburghausen, nada i morta el 1791 a Hildburghausen.

- SA la princesa Teresa de Saxònia-Hildburghausen, nada el 1791 a Hildburghausen i morta el 1854 a Múnic. Es casà amb el rei Lluís I de Baviera.

- SA la princesa Carlota de Saxònia-Hildburghausen, nada el 1794 a Hildburghausen i morta a Briebrich el 1825. Es casà a Weilburg el 1814 amb el duc Guillem de Nassau-Weilburg.

- SA el príncep Francesc de Saxònia-Hildburghausen, nat el 1795 a Hildburghausen i mort el 1800 a Hildburghausen.

- SAR el duc Jordi I de Saxònia-Altenburg, nat el 1796 a Hildburghausen i mort el 1853 a Hummelshain. Es casà el 1825 a Ludwigslust amb la duquessa Maria de Mecklenburg-Schwerin.

- SA el príncep Frederic de Saxònia-Hildburghausen, nat el 1801 a Hildburghausen i mort el 1870 a Altenburg.

- SA el príncep Maximilià de Saxònia-Hildburghausen, nat i mort el 1803 a Hildburghausen.

- SA el príncep Eduard Carles de Saxònia-Hildburghausen, nat a Hildburghausen el 1804 i mort a Múnic el 1852. Es casà en primeres núpcies amb la princesa Amàlia de Hohenzollern-Sigmaringen i en segones núpcies amb la princesa Lluïsa de Reuss-Greiz.